# Cinco horas con Mario
Cinco horas con Mario (literalment, en català, "Cinc hores amb Mario") és una novel·la de l'escriptor espanyol Miguel Delibes publicada l'any 1966. Aquesta obra està molt en consonància amb les dues tesis a l'entorn de les quals gira la producció literària de Delibes: l'autenticitat de la vida rural davant la civilització urbana i la mort com a pedra de toc del sentit últim de la vida.
El llibre va tenir una bona acollida. Posteriorment, se'n va realitzar una versió teatral també d'èxit, i l'any 1981 la directora de cinema Josefina Molina va rodar la pel·lícula Función de noche, inspirada en aquesta obra, i protagonitzada per l'actriu Lola Herrera (que representa l'obra teatral des del 1979) i Daniel Dicenta, que eren matrimoni en aquells moments.

## Argument
El nucli central d'aquesta narració el constitueix el soliloqui de Carmen Sotillo, el monòleg o monodiàleg d'una dona conservadora de classe mitjana amb el cadàver de Mario, el seu marit mort prematurament, que era un catedràtic d'institut, un compromès periodista i un intel·lectual. A través dels records de la seva vida, que revisa molts aspectes, i de la insatisfactòria vida en comú, Delibes recrea l'Espanya provinciana de l'època, els problemes de la falta de comunicació en el matrimoni, així com el conflicte de les "dues Espanyes".
L'obra consta d'un pròleg, un nucli central de vint capítols (el monòleg de Carmen) i un epíleg. Cada un d'aquests capítols del nucli central comença amb una cita bíblica, passatges que Mario havia subratllat en la seva Bíblia de capçalera. Partint d'aquestes cites, Carmen va desgranant els seus pensaments, fent-li continus retrets al seu marit per la seva integritat moral i falta d'ambició, que han impedit que arribessin el reconeixement i estatus social que ella ambicionava per a la seva família, així com per la seva actitud de superioritat i fredor cap a ella. Relata com es van fer nuvis, com van acabar casant-se i altres records que reviurà durant les cinc hores en les que ella vetlla el cos del seu difunt marit.